# Poliarquia
La poliarquia és una ideologia política que propugna que cada individu hauria de ser lliure d'elegir el sistema en el qual viu, i que, per tant, diferents sistemes d'organització política haurien de conviure en un mateix espai geogràfic.
Es relaciona fortament amb l'anarcocapitalisme i l'autodeterminisme. Amb el primer, per compartir una visió individualista no-estatista. Amb el segon, per la capacitat dels individus d'organitzar-se en sistemes polítics independents i la seva visió en comú sobre el contracte social.
També s'utilitza la paraula per a denominar els sistemes en què el poder efectiu es reparteix entre múltiples elits, que arriben a un equilibri de poder. Alguns politòlegs, com Robert Dahl, consideren els Estats Units d'Amèrica com a exemple típic de poliarquia.